# Lavardin (Loir-et-Cher)
Lavardin – miejscowość i gmina we Francji, w Regionie Centralnym, w departamencie Loir-et-Cher.
Według danych na rok 1990 gminę zamieszkiwało 245 osób, a gęstość zaludnienia wynosiła 37 osób/km² (wśród 1842 gmin Regionu Centralnego Lavardin plasuje się na 895. miejscu pod względem liczby ludności, natomiast pod względem powierzchni na miejscu 1301.).
W Lavardin znajduje się jeden z zamków nad Loarą.